# Törpesármány
A törpesármány (Emberiza pusilla) a madarak (Aves) osztályának a                verébalakúak (Passeriformes) rendjéhez, ezen belül a sármányfélék (Emberizidae) családjához tartozó faj.

## Előfordulása
Észak-Oroszországban és Ázsia északi részén költ, de télen leköltözik Kelet-Poroszországig, Svédország déli részéig, Hollandiáig, Belgiumig. A törpesármány első magyarországi megkerülése: 1988. november 7. Ócsa község határban, az Ócsai Tájvédelmi Körzet területén madárgyűrűzés során fogtak egy fiatal példányt. A szibériai faunatípusba tartozik.

## Megjelenése
Testhossza 13,6 centiméter, farkhossza 6 centiméter, szárnyhossza pedig 7 centiméter. Feje teteje, szemsávja és pofája élén vörösbarna, a fejtetőn egy fekete sáv húzódik. A nyak oldalain 1-1 rozsdásvörös keresztsáv. A szárny- és farktollai sötétbarnák.

## Életmódja
Tápláléka elsősorban magok, zöld növényi részek és rovarok.

## Szaporodása
Törpe füzesekben, síkvidéki, mohával fedett vagy mocsaras talajú tundrák talajára rakja fészkét. Talajmélyedésbe készíti, száraz levelekből, mohából, fűből és finom szőrrel, fűszálakkal béleli ki. Fészekalj  4–6 tojásból áll. Fiókák fél fészekhagyók.

## Kárpát-medencei előfordulása
Magyarországon alkalmi vendég.